# Palazzo Brancaccio (Rom)
Der Palazzo Brancaccio ist ein Stadtpalais auf dem Esquilin in Rom, das von 1886 bis 1912 an der Via Merulana für den Aristokraten Salvatore Brancaccio errichtet wurde.

## Geschichte
Finanziert wurde der Palast von der Amerikanerin Mary Elizabeth Bradhurst Field, einer wohlhabenden Dame der New Yorker High Society, deren Tochter Elizabeth den Aristokraten Salvatore Brancaccio heiratete und ihm eine Mitgift von damals einer Million Dollar einbrachte, was heute etwa zweiundzwanzig Millionen Dollar entspricht.
Mary Elizabeth hatte 1879 Kirche, Kloster und Gärten von Santa Maria della Purificazione ai Monti von der Gemeinde Rom erworben, die durch die Eversione dell’asse ecclesiastico an die Gemeinde abgetreten worden war. Das Anwesen befand sich am Ende des Esquilin, an der Stelle der antiken Trajansthermen. Das Gelände umfasste einen großen Park mit dem Turm von Maecenas, von dem Sueton behauptete, dass Nero von ihm aus den großen Brand Roms im Jahr 64 beobachtete. Der Park wurde in den Jahren 1935 bis 1936 beinahe vollständig enteignet und als städtischer archäologischer Park genutzt.
Das Projekt wurde von 1879 bis 1883 von Gaetano Koch betreut, aber die Größe des geplanten Palastes erwies sich bald als zu klein für die Familien Field und Brancaccio. Luca Carimini wurde von 1886 bis 1890 beauftragt, den Bau an der Via Merulana in Richtung der Lateranbasilika fortzusetzen und das neue Gebäude an den vorherigen Palast anzupassen. Die Architekten Rodolfo Buti und Carlo Sacconi schlossen die Arbeiten von 1893 bis 1922 ab.

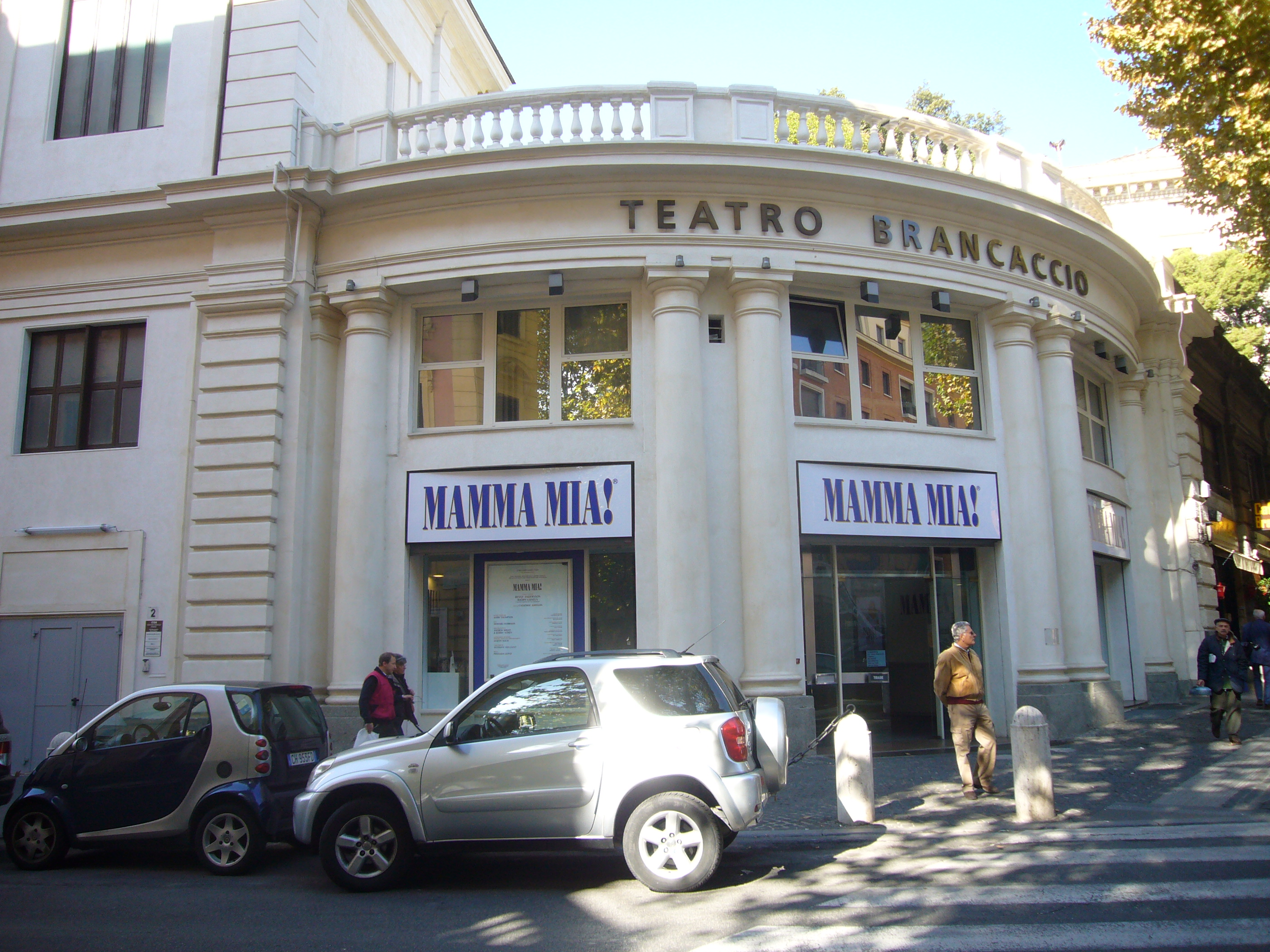
Eingang des Teatro Brancaccio (2011)

An der hinteren Ecke des Blocks, auf einem Grundstück, das Brancaccio gehörte, wurde 1916 das Teatro Morgana (später Teatro Brancaccio) nach einem Entwurf des Ingenieurs Carlo Sacconi gebaut.
Von 1928 bis 1939 befand sich im Gebäude das Forschungsinstitut Svenska Institutet i Rom.

## Gebäudebeschreibung
Heute ist das Anwesen unter mehreren Parteien aufgeteilt. Der größte Teil des Anwesens, bestehend aus den Außenanlagen mit Dekorationen des römischen Malers Francesco Gai und den Innenräumen, die aus einem Atrium und verschiedenen Sälen bestehen, wird als Ort für Hochzeiten und andere gesellschaftliche Veranstaltungen genutzt.
Ein ganzes Stockwerk, das Hochparterre, mit einer Fläche von etwa 1.700 Quadratmetern, das sich noch im Besitz der Familie Brancaccio befindet, beherbergte vom 16. Juni 1958 bis zum 31. Oktober 2017 das Museo Nazionale d’Arte Orientale Giuseppe Tucci, bevor es in das neu gegründete Museo delle civiltà im Stadtteil EUR verlegt wurde. Heute beherbergt es das Spazio Field, ein neues Ausstellungszentrum unter der künstlerischen Leitung der Saloni di Palazzo Brancaccio, ein Gebäudeteil von mehr als 1.800 Quadratmetern mit Fresken, geschmückten Räumen und der Nische der königlichen Familie.
Am Ende des Gebäudes an der Ecke zur Via Mecenate befindet sich das Theatro Brancaccio.

## Galerie

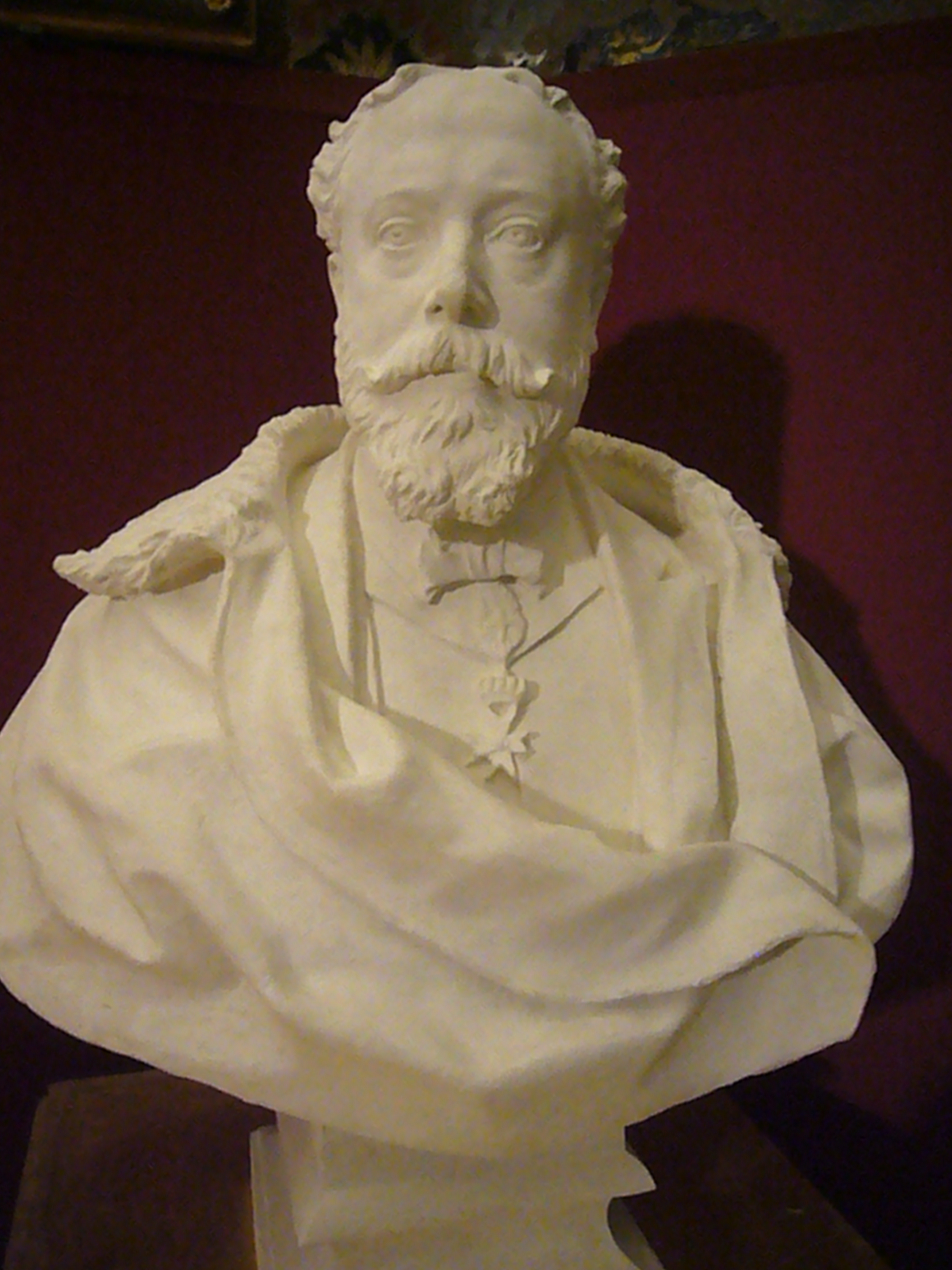
Büste von Salvatore Brancaccio
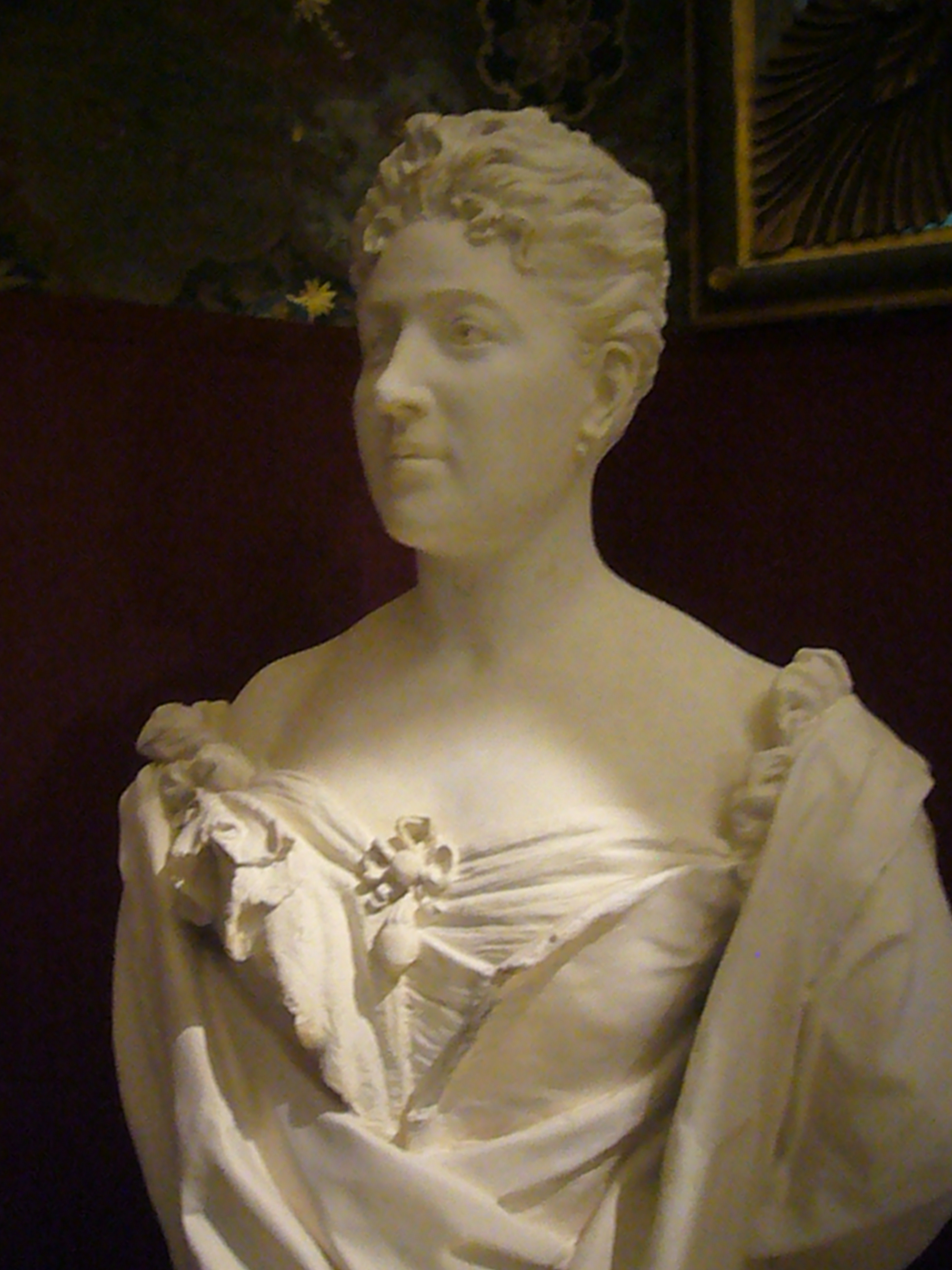
Büste der Fürstin Brancaccio
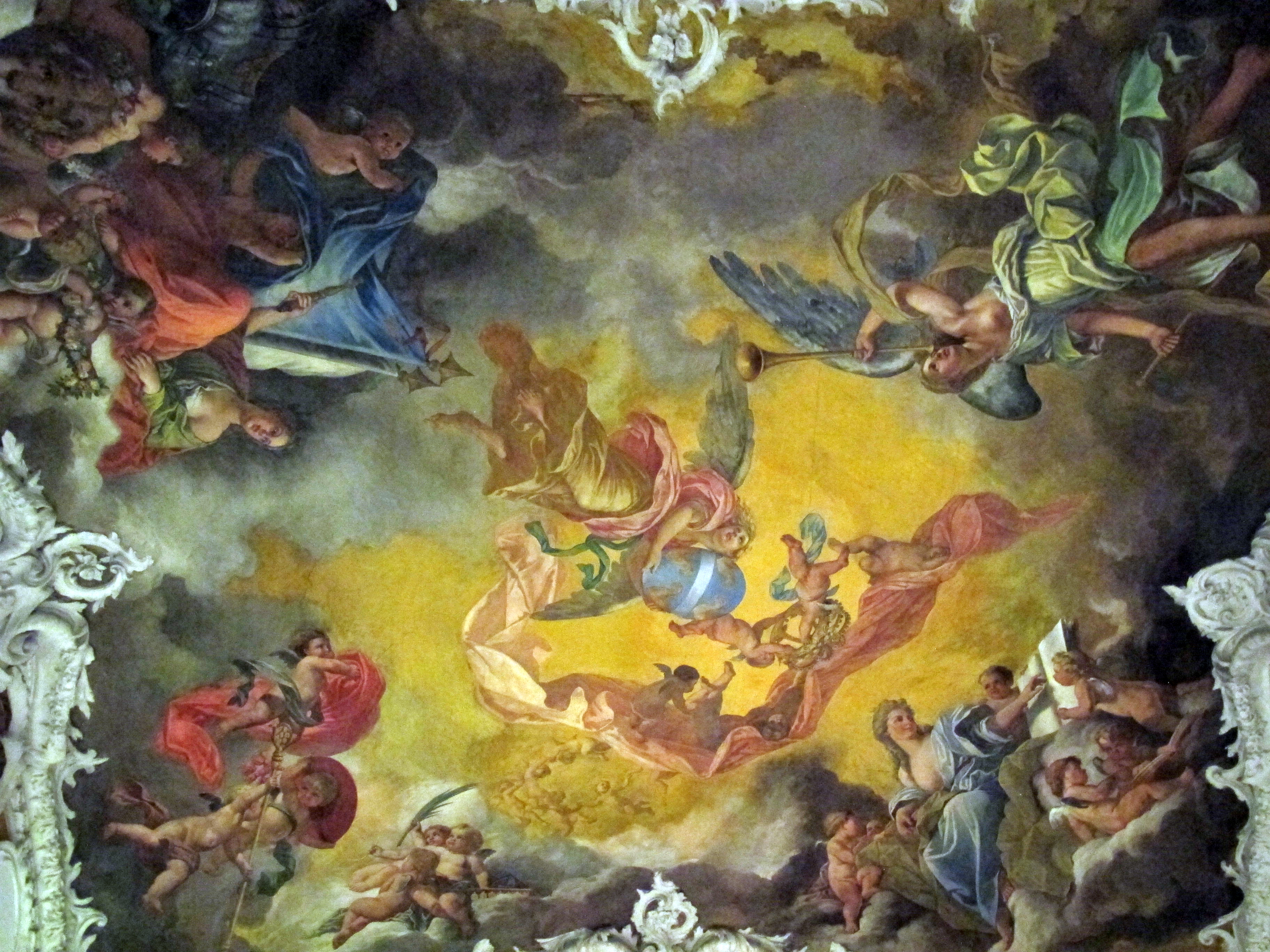
Deckenfresko
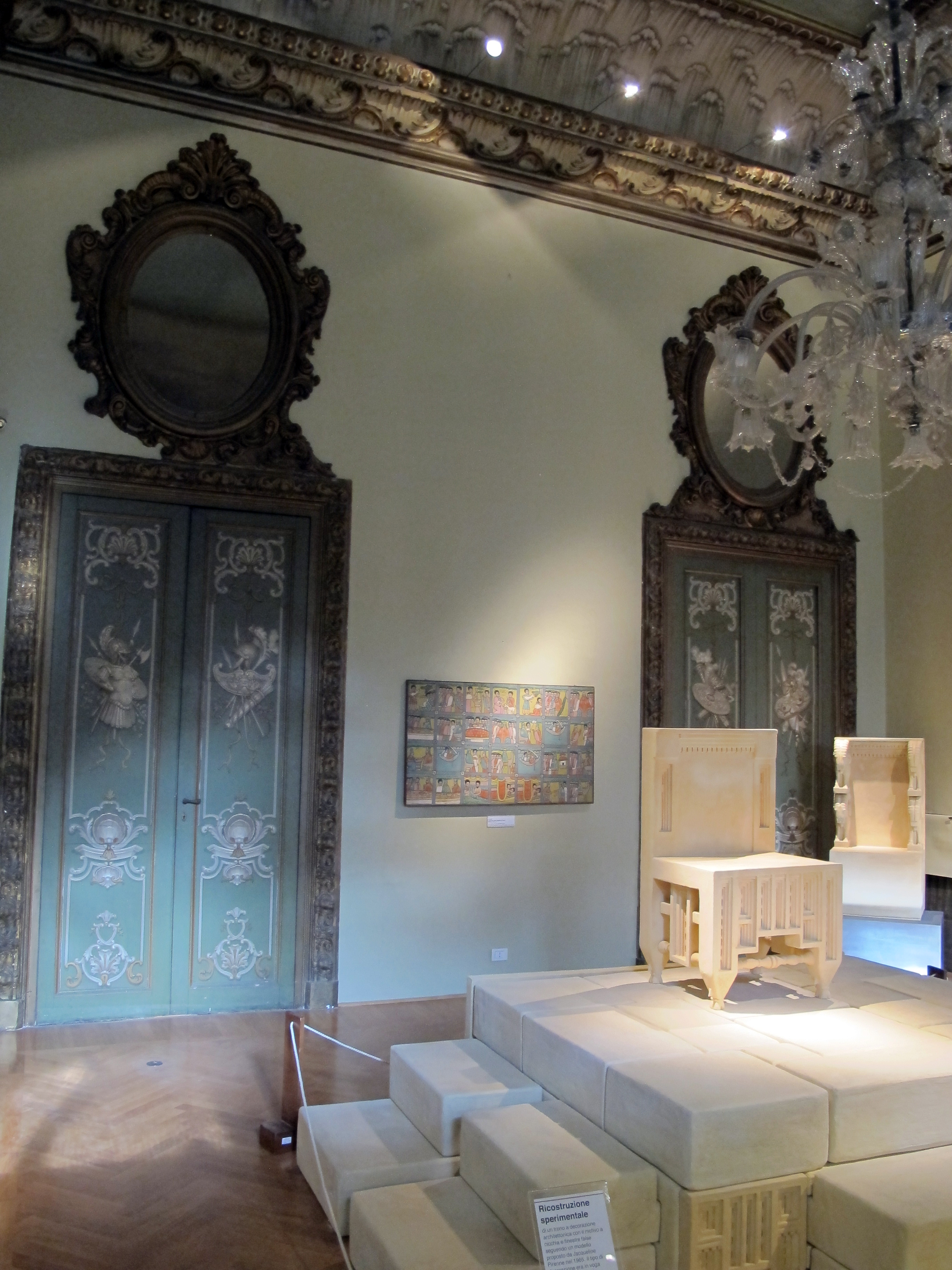
Grüner Saal
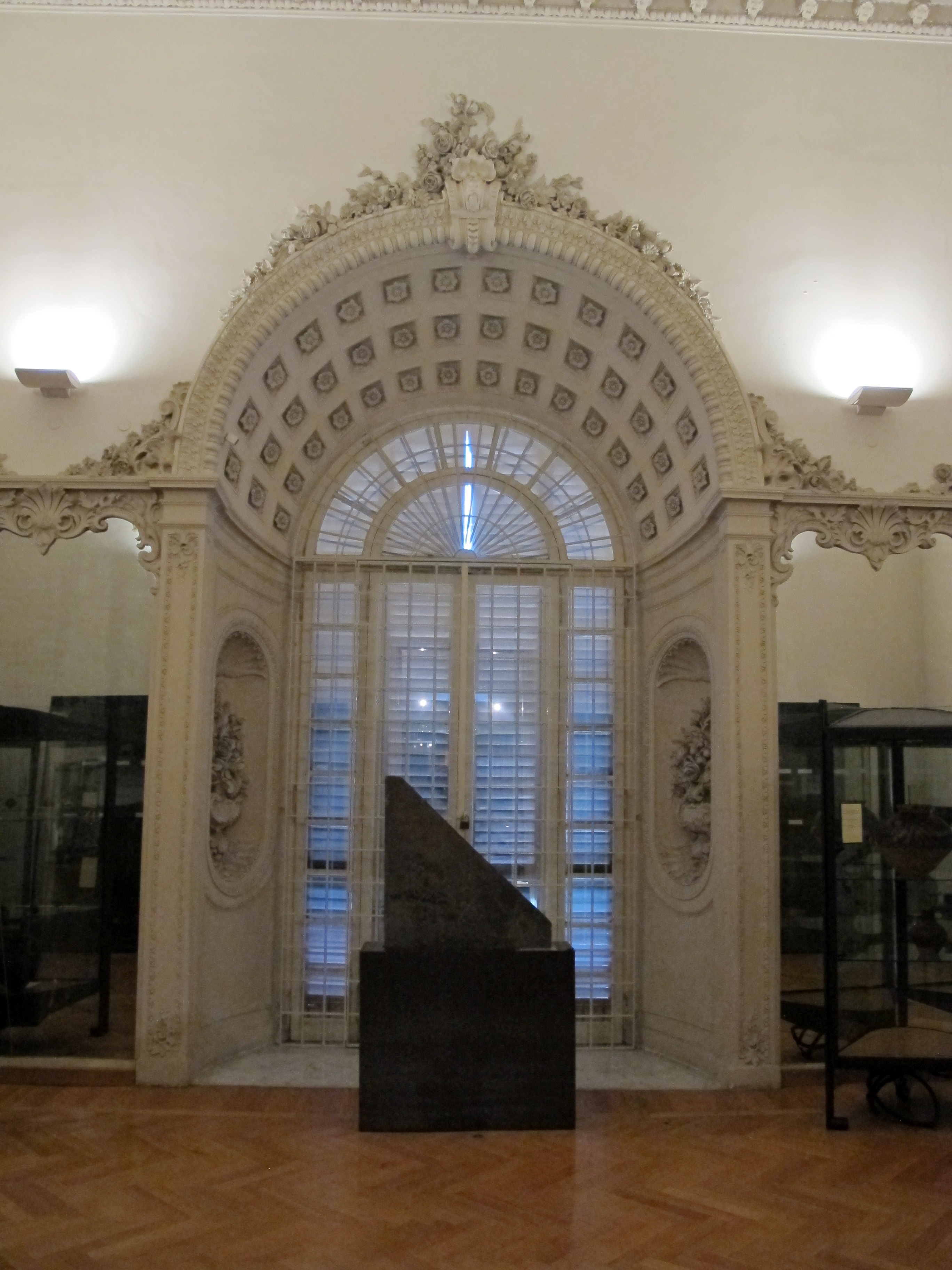
Prunkfenster zum Garten
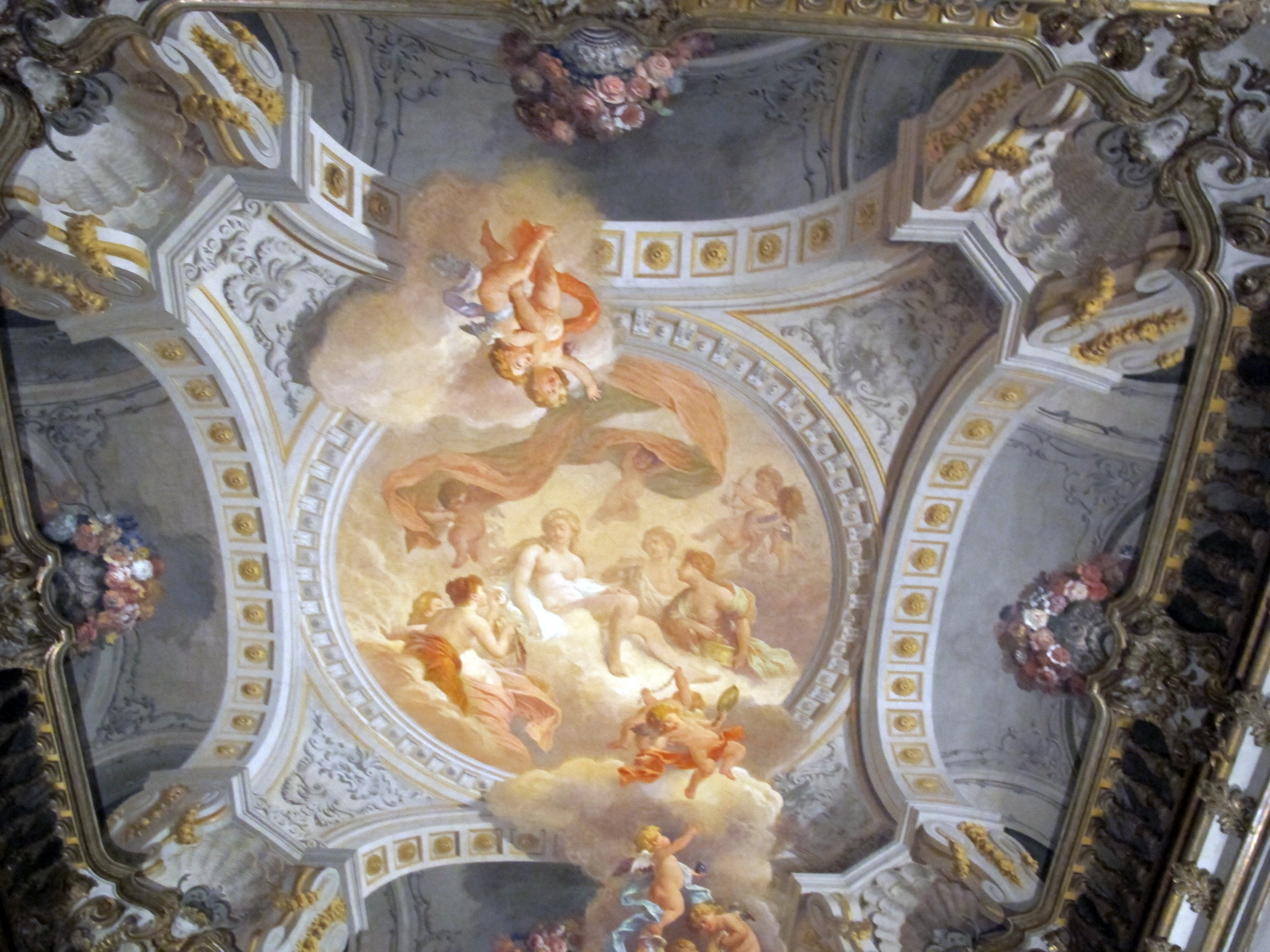
Deckenfresko „La toletta di Venere“
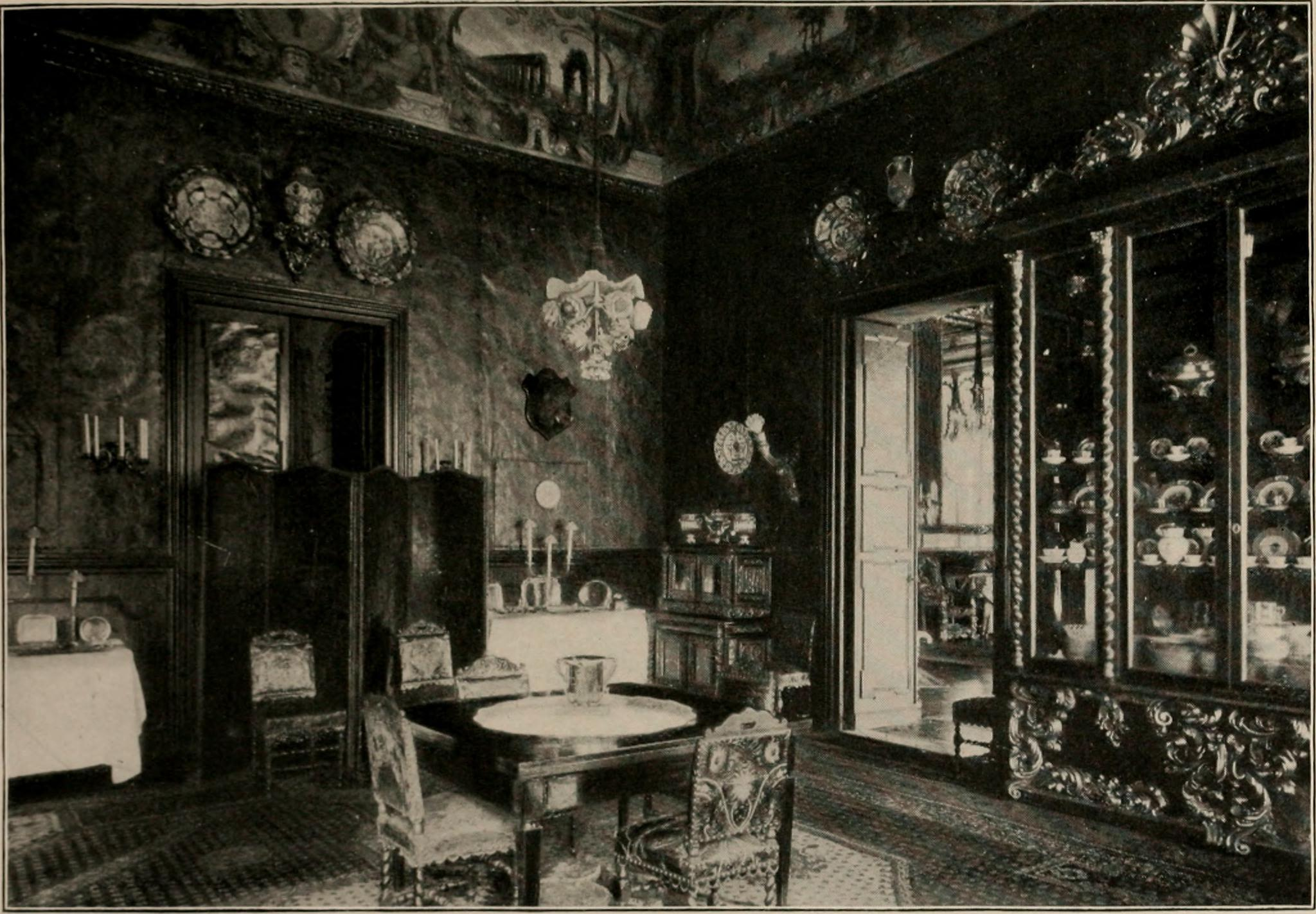
Historische Einrichtung (1905)